# 無線呼出用特定小電力無線局
無線呼出用特定小電力無線局（むせんよびだしようとくていしょうでんりょくむせんきょく）は、特定小電力無線局の一種である送信機のことである。

## 定義
総務省令電波法施行規則第6条第4項第2号(5)に、
無線呼出用で使用するものであつて、410MHzを超え430MHz以下の周波数の電波を使用するもの
と定義している。
2012年（平成24年）12月5日現在
促音の表記は原文ママ
総務省告示周波数割当計画では別表9-5に規定している。

## 概要
特定小電力無線局として共通の特徴は、特定小電力無線局#概要を参照。
電波産業会（略称ARIB）（旧称、電波システム開発センター（略称RCR））が、無線設備規則第49条の14第1号及び関連告示の技術基準を含めて標準規格「RCR STD-19 特定小電力無線局　無線呼出用無線設備」を策定している。
工場敷地内やビル内などの狭い範囲で無線呼出しを行うものである。

## 技術的条件
| 電波型式                | 周波数                                  | 空中線電力 | 備考                               |
| ----------------------- | --------------------------------------- | ---------- | ---------------------------------- |
| F1B、F2B、F3E、G1B、G2B | 422.7500-429.8000MHz （12.5kHz間隔5波） | 0.001W以下 | 単向通信方式 単信方式 同報通信方式 |

空中線（アンテナ）が無線機本体に装着されていなければならない。
- アンテナを外したり、給電線を使用することはできない。
- 絶対利得が2.14dB以下でなければならない。

混信防止機能
- 送信時間制限
  - 下記の送信時間を超えようとするときは、送信を停止して送信休止時間が経過しなければ送信してはならない。

| 周波数                              | 送信時間                             | 送信休止時間 |
| ----------------------------------- | ------------------------------------ | ------------ |
| 429.7500MHz 429.7625MHz             | アナログ変調:15秒 ディジタル変調:5秒 | 1秒          |
| 429.7750MHz 429.7875MHz 429.8000MHz | アナログ変調:5秒 ディジタル変調:5秒  | 1秒          |

- キャリアセンス
  - 送信周波数と同一周波数の受信信号が一定レベル以上（絶対利得が2.14dBの空中線に誘起する電圧が7μV以下）で20ミリ秒継続したら送信しないこと。

基本的な使用法として
- 基本型は、一基地局から複数の子局を呼び出す
- エリア拡大型は、複数の基地局を分散配置し、一台の付属装置で制御してサービスエリアを拡大する
  - 複数の基地局から同一周波数を発射することも、基地局毎に異なる周波数を発射することもできる

と想定している。
チャネル番号
電波法令には規定されていないが、RCR STD-19に次のとおり規定している。
| 番号 | 周波数      |
| ---- | ----------- |
| 1    | 429.7500MHz |
| 2    | 429.7625MHz |
| 3    | 429.7750MHz |
| 4    | 429.7875MHz |
| 5    | 429.8000MHz |

## 旧技術基準による機器の使用期限
無線設備規則のスプリアス発射等の強度の許容値に関する技術基準の改正により、旧技術基準に基づき認証された適合表示無線設備に使用期限が設定
された。
この期限は、後にコロナ禍により延期されている。
詳細は特定小電力無線局#旧技術基準による機器の使用期限を参照。

## 沿革
1986年（昭和61年）- 構内無線局が制度化された際に、400MHz帯に最大空中線電力10mWの構内ページング用無線局があった。
1989年（平成元年）- 特定小電力無線局の一種として制度化
- 呼出名称記憶装置の搭載が義務付けられていたが、メーカー記号と製造番号を送信するもので具体的な使用者を特定できるものではなかった。

1990年（平成2年）- RCRが「STD-19」を制定
1998年（平成10年）- 呼出名称記憶装置の搭載が廃止、混信防止機能の搭載が義務付け
2000年（平成12年）- 構内ページング用構内無線局は廃止、免許されていた局は特定小電力無線局にみなし
2006年（平成18年）- 電波の利用状況調査の中で、770MHz以下の免許不要局の出荷台数が公表
- 以降、三年周期で公表される。

2012年（平成24年）- 電波の利用状況調査の周波数の境界が770MHzから714MHzに変更
2023年（令和5年）- 電波の利用状況調査で、714MHz以下の免許不要局の出荷台数を公表
- 以降、二年周期で公表[14]

### 出荷台数
| 平成14年度 | 平成15年度 | 平成16年度                                         | 出典                                               |
| ---------- | ---------- | -------------------------------------------------- | -------------------------------------------------- |
| 2,274      | 1,449      | 1,502                                              | 第2章 電波利用システムごとの調査結果（免許不要局） |
| 平成17年度 | 平成18年度 | 平成19年度                                         | 出典                                               |
| 1,410      | 690        | 1,127                                              | 第2章 電波利用システムごとの調査結果（免許不要局） |
| 平成20年度 | 平成21年度 | 平成22年度                                         | 出典                                               |
| 91,915     | 201,346    | 191,683                                            | 第2章 電波利用システムごとの調査結果（免許不要局） |
| 平成23年度 | 平成24年度 | 平成25年度                                         | 出典                                               |
| 0          | 60         | 2                                                  | 第2章 電波利用システムごとの調査結果（免許不要局） |
| 平成26年度 | 平成27年度 | 平成28年度                                         | 出典                                               |
| 594        | 4,593      | 2,373                                              | 第2章 電波利用システムごとの調査結果（免許不要局） |
| 平成29年度 | 平成30年度 | 令和元年度                                         | 出典                                               |
| 0          | 0          | 6,000                                              | 第2章 電波利用システムごとの調査結果（免許不要局） |
| 令和2年度  | 令和3年度  | 出典                                               | 出典                                               |
| 15,613     | 19,135     | 第2章 電波利用システムごとの調査結果（免許不要局） | 第2章 電波利用システムごとの調査結果（免許不要局） |